# Brongniartia papyracea
Brongniartia papyracea là một loài thực vật có hoa trong họ Đậu. Loài này được Dorado & D.M. Arias mô tả khoa học đầu tiên năm 2006.